# Traian Popovici
Pour les articles homonymes, voir Popovići.
Traian Popovici (né le 17 octobre 1892 dans le village de Rușii-Mănăstioara, en Bucovine, alors en Autriche-Hongrie, mort le 4 juin 1946, dans le hameau de Colacu, commune de Fundu Moldovei, județ de Suceava, Bucovine, Roumanie) est un avocat roumain, compté parmi les « Justes » pour avoir, pendant la Seconde Guerre mondiale, sauvé près de 20 000 juifs roumains de la Shoah roumaine mise en œuvre par le régime du « Pétain roumain » (comme il se qualifiait lui-même) : le maréchal Ion Antonescu.

## Biographie

### Jeunesse
Traian Popovici a vécu son enfance à la campagne, étant fils du pope Ioan Popovici (comme les rabbins, les prêtres orthodoxes peuvent être mariés) et arrière-petit-fils de l'archimandrite Andrei d'Udești qui, en 1777, avait refusé de prêter serment au pouvoir impérial des Habsbourg, ce qui lui assurait une notoriété locale.
Lycéen à Suceava de 1903 à 1911 (l'enseignement se faisait alors en allemand), il y côtoie des Allemands de Bucovine, des Juifs et des Ruthènes, parmi lesquels il se fait des amis. Élève brillant, mais regardé avec condescendance en raison de ses origines « campagnardes et valaques » (les roumains étant, sous le régime autrichien, la population la moins instruite) il parvient néanmoins à s'inscrire à la Faculté de Droit de Czernowitz (Cernăuți en roumain, capitale de la Bucovine) qu'il ne pourra finir qu'en 1919. Pendant ses études, en 1908, alors lycéen, il passe clandestinement la frontière entre l'Autriche-Hongrie et la Roumanie, pour voir le célèbre professeur et humaniste Nicolae Iorga; plus tard, à l'université, il est élu président de la société littéraire Junimea (« La jeunesse »).
Lorsqu'éclate la Première Guerre mondiale, en 1914, Traian Popovici refuse de combattre dans les rangs des Empires centraux et s'enfuit en Roumanie, encore neutre, où il travaille comme clerc de notaire. Lorsqu'en 1916 la Roumanie rejoint l'Entente franco-britannique, il s'enrôle dans l'armée roumaine et combat comme simple soldat. Démobilisé fin 1918 alors que la Bucovine vote son rattachement à la Roumanie victorieuse, il retourne à la faculté et obtient son doctorat en droit en 1919. Il s'établit ensuite comme avocat stagiaire à Chișinău, en Bessarabie, où il est élu secrétaire de l'association Casa Noastră, qui s'occupe de partager entre les paysans les grands domaines latifundiaires que la réforme agraire a confisqué aux aristocrates russes.

### Âge mûr

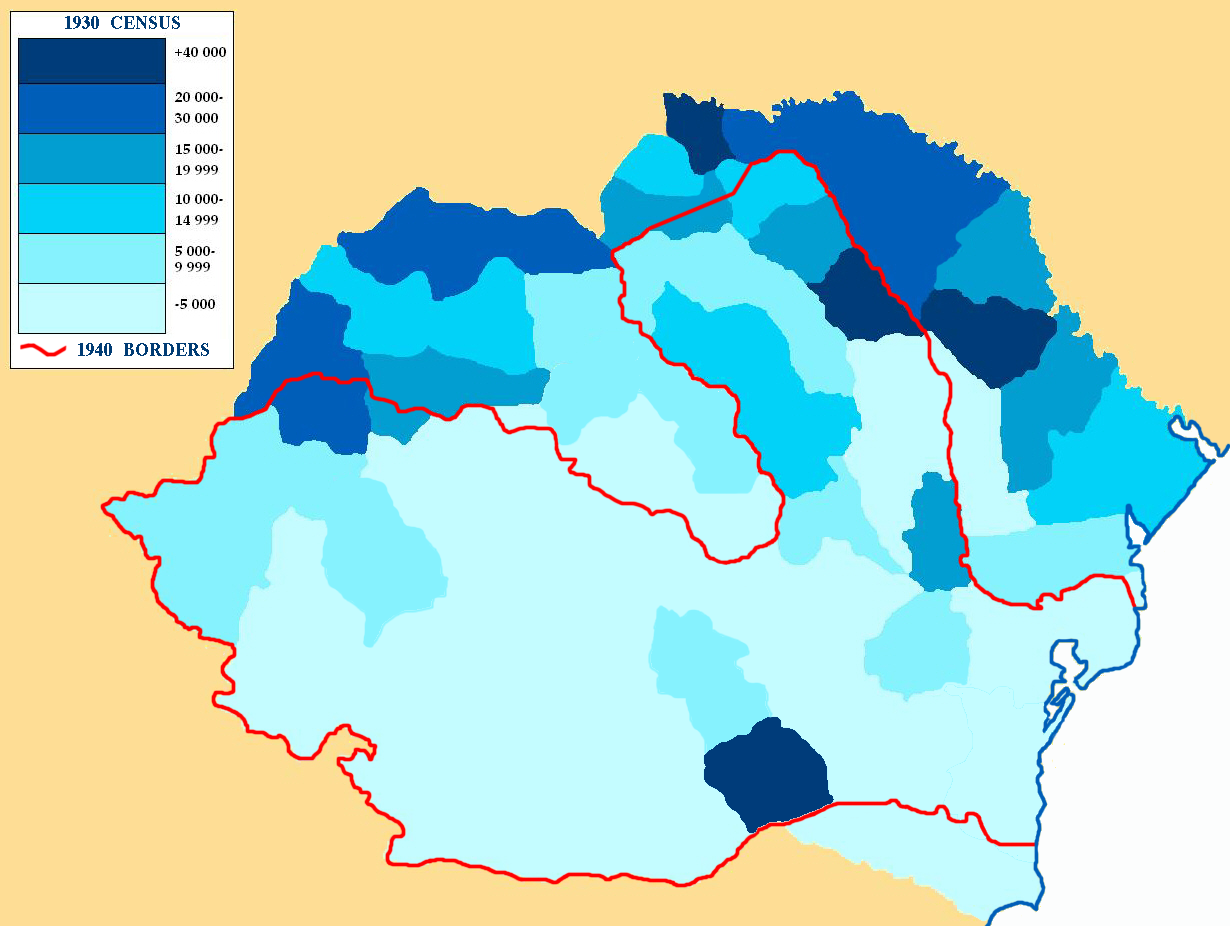
La population juive de la Roumanie au recensement de 1930 et les frontières de 1940 en rouge. Cernăuți en bleu indigo se trouve à l'extrême nord.

Vers 1925, il ouvre son propre cabinet d'avocat à Cernăuți. Il ne se manifeste plus dans la vie publique, ni politique de la cité, du moins, aucune source actuellement accessible n'en témoigne. En juin 1940, le Pacte Hitler-Staline, qui partage les pays baltes, la Pologne et la Roumanie entre le Troisième Reich et la URSS, coupe la Bucovine en deux et attribue Cernăuți (désormais appelée Tchernovtsy) aux Soviétiques. Tous les Allemands (20 000 personnes) et les Roumains de la ville (40 000 personnes), sont évacués en moins d'une semaine : les Allemands sont emmenés en Allemagne dans des trains, camions et bus réquisitionnés pour l'occasion (et qui ne seront jamais restitués), tandis que les Roumains se retrouvent sans abri à travers ce qui reste de la Roumanie. Traian Popovici se réfugie alors à Bucarest, où des collègues avocats l'hébergent et l'emploient. En septembre 1940, Carol II, roi pro-allié, abdique à la suite du démembrement de la Roumanie et transmet le pouvoir au maréchal Ion Antonescu le « Pétain roumain » et à la Garde de fer, mouvement d'extrême droite violemment antisémite, et responsable de nombreux pogroms.
En 1941, le régime Antonescu, qui entre-temps s'est débarrassé de la Garde de fer jugée trop extrémiste, participe à l'opération Barbarossa lorsqu'Adolf Hitler attaque son allié Joseph Staline, et récupère, à cette occasion, la Bessarabie et la Bucovine du nord perdues l'année précédente. Mais l'administration roumaine de ces régions s'était soit repliée en Roumanie, en abandonnant ses archives que le NKVD avait emportées à Moscou, soit avait été déportée par les Soviétiques vers le Goulag, et l'état roumain manquait totalement de cadres. Dans cette conjoncture, le cabinet d'Ion Antonescu propose à Traian Popovici, réputé apolitique, un poste d'adjoint à la mairie de Cernăuți, mais Popovici commence par refuser, réticent à l'idée de servir un gouvernement fasciste. Ses amis et collègues, dont plusieurs étaient membres de sociétés philanthropiques, insistent pour qu'il accepte, en lui disant que le maire en place, Octavian Lupu, est un « humaniste » et qu'« un autre adjoint, à sa place, se comporterait en suppôt de la tyrannie ». 
En juillet 1941, Traian Popovici revient donc en Bucovine comme adjoint au maire de Cernăuți, et il est nommé chef des services sanitaires. Le 1er août 1941, Octavian Lupu est limogé par le gouverneur militaire de la Bucovine, le colonel Alexandru Rioșanu, un fidèle du régime Antonescu qui désigne Traian Popovici, réputé apolitique et sans « affiliations suspectes », maire de Cernăuți.
Le 11 octobre 1941, le colonel Rioșanu convoque Popovici pour lui annoncer l'ordre d'évacuer tous les juifs de Cernăuți de leurs logements et de les regrouper en un ghetto, opération conjointe de la Mairie et du Prétoire militaire. Le ghetto devait couvrir le quartier à majorité juive de la ville, autour de l'actuelle avenue Sakhaïdatchinyj, et les conditions de vie devaient y être très dures : couvre-feu à 18 h et entassement de plus de 50 000 personnes dans moins de 4 000 logements. 
Traian Popovici, au matin du 12 octobre 1941, convoque une réunion extraordinaire des plus hautes instances de la province, où, en avocat, il plaide habilement contre le projet de ghetto en arguant que la population roumaine, « traditionnellement douce, humaine et habituée à la diversité ethnique en Bucovine », voyant un « tel malheur derrière des barbelés », pourrait ne pas soutenir la « résolution du problème juif » souhaitée par le maréchal Antonescu, et contester l'alliance allemande ; en outre (Popovici n'oublie pas les arguments destinés aux cyniques) le « coût économique » d'une telle opération, par le manque à gagner en productivité et par le prix de la surveillance, serait « exorbitant » pour la « patrie en guerre contre le bolchévisme ». Après de longs et houleux débats, le gouverneur Rioșanu, auquel Antonescu avait conféré les pleins-pouvoirs, accepte le point de vue de Popovici et renonce au ghetto.
Fin 1941, le nouveau gouverneur militaire de la Bucovine, le général Corneliu Calotescu, convoque Popovici pour lui annoncer l'ordre de déporter tous les Juifs de Cernăuți en Transnistrie. Nouvelle réunion extraordinaire, nouveaux débats à l'issue desquels Calotescu demande à Popovici de nommer 200 Juifs qui seraient épargnés. Se voyant mis en échec, Traian Popovici prend le risque de s'adresser au maréchal Antonescu directement, en argumentant que la déportation des Juifs mettrait l'économie fragile de Cernăuți en faillite et causerait des troubles parmi les habitants chrétiens, et en demandant le report de toute mesure à leur encontre « jusqu'à ce que nos soldats reviennent du front et puissent prendre la place des Juifs au travail ».
Popovici est alors convoqué devant le Conseil des Ministres par Antonescu lui-même. Dans le train, il ne sait pas si, à l'issue de la discussion, il sera gagnant, ou limogé, ou même accusé de trahison. À l'issue de sa plaidoirie, la demande de Calotescu (une liste de personnes à épargner) est maintenue, mais deux zéros y sont ajoutés, et ce ne sont plus 200, mais 20 000 Juifs qui pourront être épargnés, soit la moitié des Juifs de Cernăuți : les artisans de toute profession, les médecins, les ingénieurs, les juristes... qui sont alors surnommés les calotești. Seuls les Juifs suspectés d'avoir pactisé avec les Soviétiques en 1940, classés inactifs ou « inutiles » (les antiquaires, photographes, musiciens ou acteurs par exemple) ou ayant un casier judiciaire, devaient être déportés en Transnistrie. Dans les détails de la mise en œuvre du recensement et de l'enregistrement, Traian Popovici s'efforce d'augmenter le nombre des Juifs « indispensables », engage à la mairie des chômeurs, transforme les antiquaires en comptables, les musiciens et acteurs en couturiers ou charpentiers.
Toutefois cette attitude augmente l'hostilité des fascistes à son égard et fin 1942 il est limogé. Son successeur est un fasciste convaincu qui commence par déporter quatre mille personnes parmi celles sauvées par Popovici, mais peu après, le gouvernement Antonescu perd 8 divisions sur 23 à la bataille de Stalingrad et suspend l'application de sa propre Shoah. Les pressions de Manfred von Killinger (ambassadeur nazi en Roumanie et véritable maître du pays) et de son Judenberater Gustav Richter pour qu'Antonescu aille au terme de la « Solution finale », c'est-à-dire de l'extermination systématique des Juifs, n'aboutissent plus : au contraire, la « Centrale des juifs de Roumanie », la confédération des sociétés juives de Roumanie et son président Wilhelm Filderman (ami de jeunesse d'Antonescu, ce qui ne lui évitera pas la déportation en Transnistrie) ainsi que la société « Alya » présidée par Eugen Meissner et Samuel Leibovici, augmentent leurs activités, organisent avec la complicité de la Croix-Rouge roumaine des secours pour les juifs de Transnistrie et des convois d'émigrés vers la Turquie, alors neutre, via la Bulgarie (pays de l'Axe, mais qui n'était pas en guerre contre l'URSS),. Grâce à ce contexte, lorsque les Soviétiques reviennent en mars 1944 à Cernăuți, désormais Tchernovtsy, la moitié des juifs de la ville sont encore en vie.
Lors du passage de la Roumanie du côté des Alliés, le 23 août 1944, toutes les mesures antisémites sont abrogées et peu après, des auteurs comme Marius Mircu ou Matatias Carp décrivent les horreurs de la Shoah en Roumanie (mais sans en rendre responsables tous les Roumains en bloc, comme on le fait fréquemment dans le contexte de la montée des nationalismes populistes au XXIe siècle). De son côté, Traian Popovici dans ses Confessions, dénonce aussi cette « barbarie » qu'il qualifie de « tragédie roumaine et tache indélébile sur la face de la nation ». Il meurt quatre ans plus tard, à l'âge de 54 ans, « rongé », avait-il dit, « par les visages de tous ceux que je n'ai pas pu sauver ».

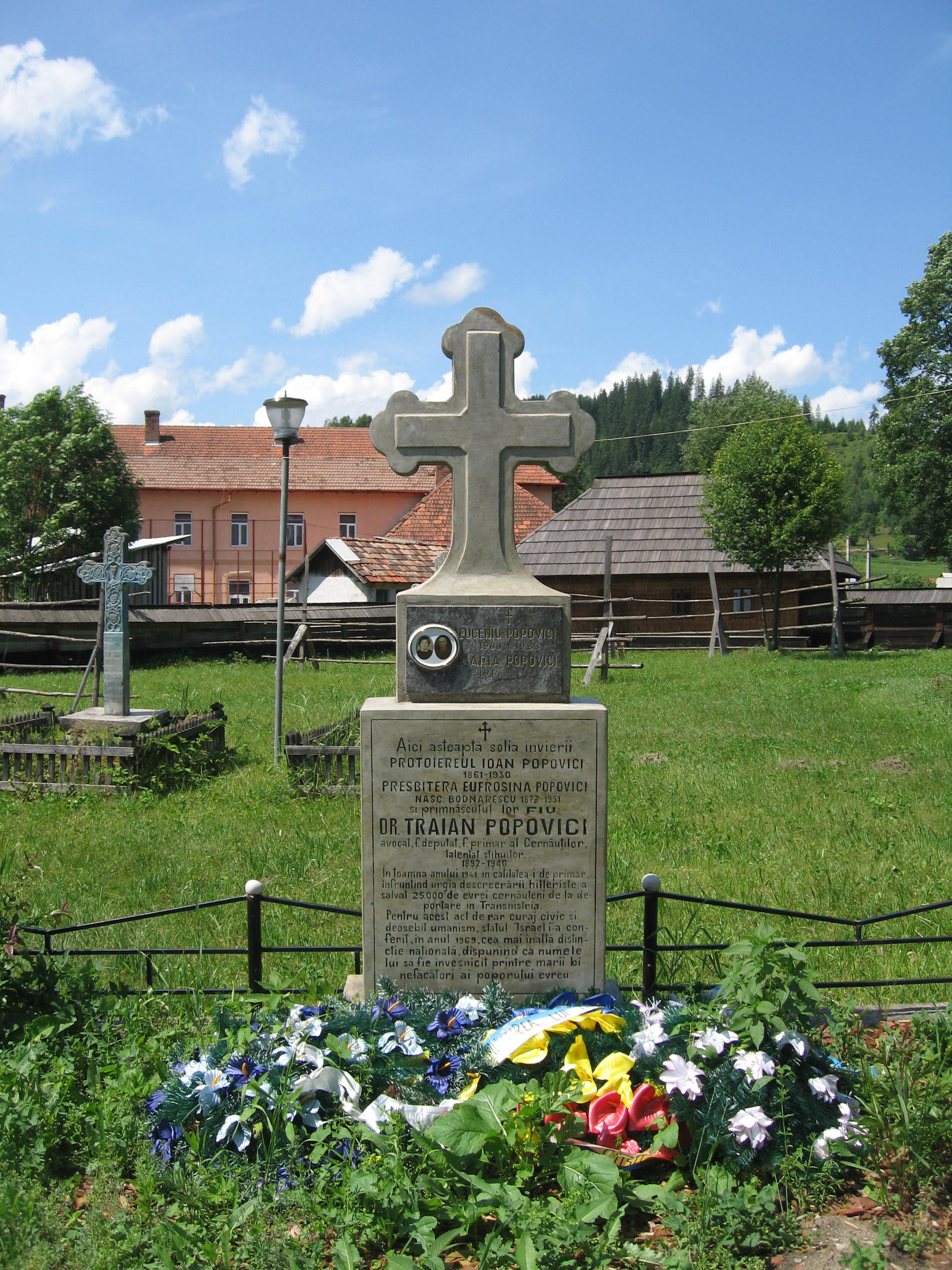
Tombe de Traian Popovici à Colac (Bucovine).

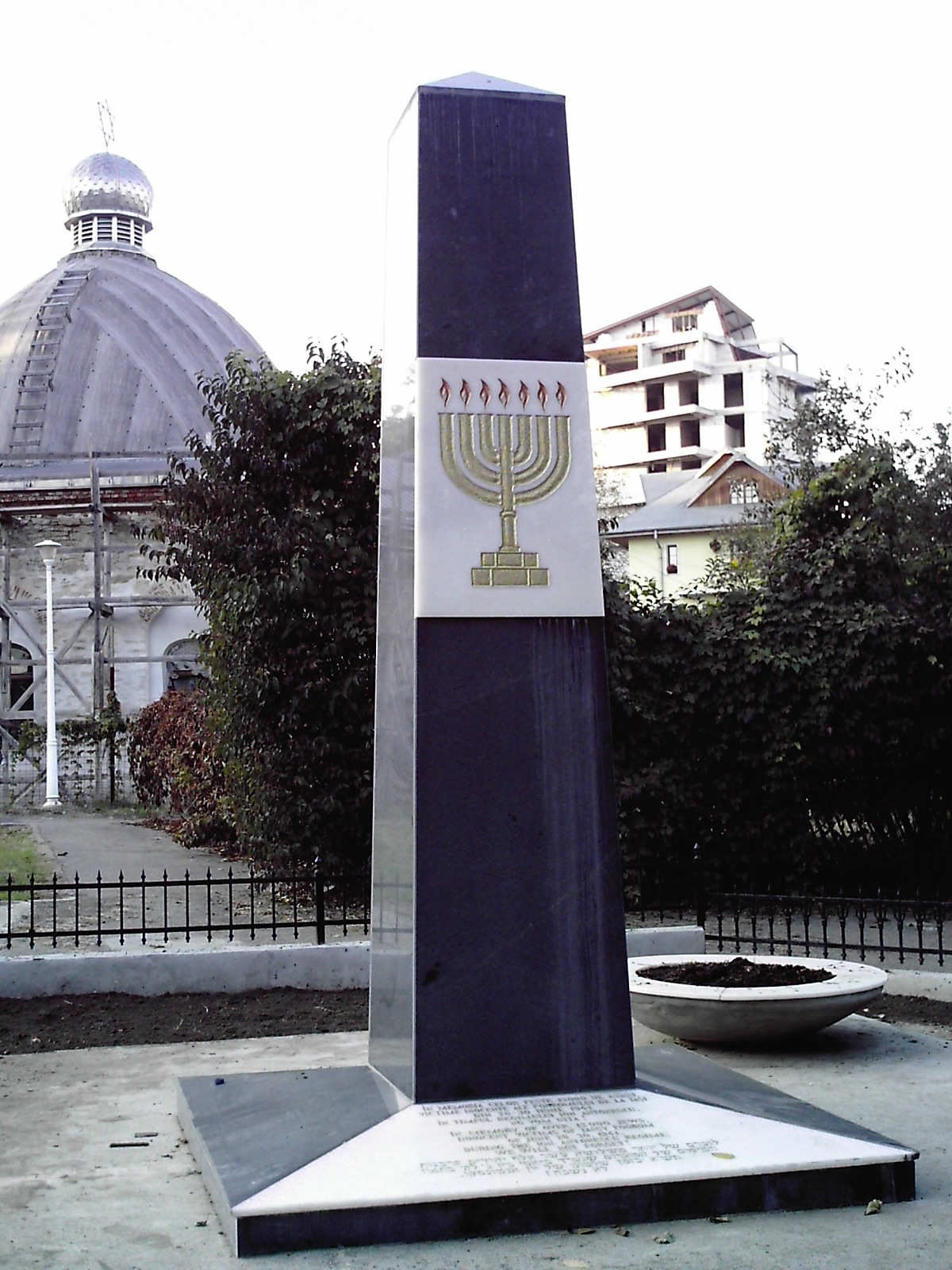
Stèle mémorielle de la Shoah en Roumanie à Iași.

## Mémoire
En Europe de l'Est, sous le régime communiste, très peu de personnes, parmi celles qui ont aidé des juifs, ont eu connaissance du Mémorial de Yad Vashem, moins encore ont osé prendre contact avec un « état impérialiste » (Israël) et les justes recensés l'ont surtout été par les rescapés, au terme de recherches et d'enquêtes difficiles et longues (la plupart du temps, les rescapés n'avaient aucune idée de ce qu'étaient devenus leurs bienfaiteurs). Ce fut le cas en 1989, de Traian Popovici ; une statue lui fut érigée à Tel Aviv-Jaffa.
Lorsque la nomenklatura, en 1989-1991, abandonna le communisme, elle choisit comme idéologie de rechange, pour se maintenir au pouvoir, le nationalisme, et certains personnages, comme Vladimir Jirinovski en Russie (de père juif pourtant), Slobodan Milošević en Serbie ou Corneliu Vadim Tudor, Gheorghe Funar et Adrian Păunescu en Roumanie, versèrent même dans l'antisémitisme, tentant, pour les trois derniers, de réhabiliter Antonescu (jugé, condamné à mort et exécuté après la guerre). Aussi, la mémoire des Justes comme Traian Popovici dut-elle, pour être honorée, attendre les résultats de la Commission Wiesel et la reconnaissance officielle, par la Roumanie, du génocide commis par le régime Antonescu. 
En juin 2002, la mairie du Secteur 3 de Bucarest a ainsi rebaptisé la rue Unității (de l'Unité) en Traian Popovici. 
La même année, la fondation Wilhelm Filderman réédita ses mémoires intitulés Confessions en roumain et anglais.
Un buste lui a été dédié dans le village de Colacu, à l'initiative de l'Association pour l'Éducation à la démocratie et à la tolérance Traian Popovici, sur fonds du Ministère de la Culture. 
Le 21 avril 2009, à l'initiative des rescapés de la Shoah, les autorités ukrainiennes de Cernăuți ont enfin accepté que l'on appose une plaque commémorative à sa mémoire, sur l'immeuble où il avait vécu, au numéro 6 de l'actuelle rue Zankovetka, en présence du gouverneur de l'oblast de Tchernivtsi, Volodimir Koulich, et du consul de Roumanie Dorin Popescu. La plaque est quadrilingue: hébreu, roumain, ukrainien et anglais.